# Stormy Weather (álbum)
Stormy Weather (ストーミー・ウェザー) es el segundo álbum de estudio de la cantante japonesa Mariko Kurata. Fue publicado el 21 de junio de 1980 a través de King Records.
Todas las canciones del lado B del álbum, con la excepción de la canción de apertura, son versiones de canciones occidentales. La cantante Tomoko Aran se desempeñó como letrista.

## Lista de canciones
Todas las letras escritas por Tomoko Aran, excepto donde esta anotado; toda la música compuesta por Shunichi Tokura, excepto donde esta anotado; todos los arreglos hechos por Nobuyuki Shimizu, excepto donde esta anotado.
| Lado uno |                                                        |                |          |  |
| N.º      | Título                                                 | Arreglos       | Duración |  |
| 1.       | «Stormy Weather» (ストーミー・ウェザー)                |                | 3:23     |  |
| 2.       | «JUNE Roman» (JUNE浪漫)                                | Tokura         | 3:11     |  |
| 3.       | «Last Teenage Summer» (ラスト・ティーンエイジ・サマー) | Tokura         | 3:16     |  |
| 4.       | «Evening Scandal» (イヴニング・スキャンダル)           | Masaaki Ohmura | 3:28     |  |
| 5.       | «Daydream» (白昼夢)                                    |                | 3:58     |  |

| Lado dos |                                                                                             |                                           |                 |          |  |
| N.º      | Título                                                                                      | Letras                                    | Música          | Duración |  |
| 1.       | «Opening (HOW! Wonderful Instrumental)» (オープニング (HOW! ワンダフル インストルメンタル)) |                                           |                 | 0:24     |  |
| 2.       | «Slow Motion» (スロー・モーション)                                                          | Laura Davis, Jimmy Destri, trad. por Aran | Davis, Destri   | 2:45     |  |
| 3.       | «You» (ユー)                                                                                | Tom Snow, trad. por Aran                  |                 | 3:04     |  |
| 4.       | «Johnny Get Angry» (内気なジョニー)                                                         | Hal David, trad. por Aran                 | Sherman Edwards | 2:55     |  |
| 5.       | «Bobby's Girl» (ボビーに首ったけ)                                                           | Gary Klein, Henry Hoffman, trad. por Aran | Klein, Hoffman  | 2:47     |  |
| 6.       | «Missing You» (ミッシング・ユー)                                                            | Matthew Weiner                            | Weiner          | 3:07     |  |